# サロン・ドートンヌ

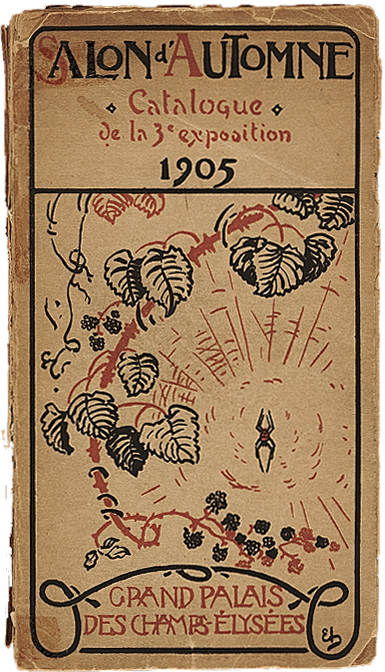
フォーヴィスムが誕生した1905年サロン・ドートンヌのカタログの表紙

サロン・ドートンヌ（Salon d'automne）は、毎年秋にパリで開催される展覧会。「秋のサロン」、「秋季展」の意。ル・サロン（官展）を運営するフランス芸術家協会、および国民美術協会（ラ・ナシオナル）の保守性に対抗して、1903年にベルギーの建築家フランツ・ジュールダンを中心とするギマール、カリエール、ヴァロットン、ヴュイヤール、ボナール、ルオー、マティス、マルケらの建築家、画家、版画家によって創設された。多分野にわたる前衛芸術家・新進芸術家を積極的に紹介し、とりわけ、1905年にフォーヴィスムが誕生した展覧会として知られている。

## 前史

### 落選展
350年以上の歴史を誇るル・サロン（官展）に対する批判は、すでに1863年に5000点の応募に対して3000点を落選としたことに対する抗議として、サロン落選者のための落選展が開催されたことで顕在化されたが（その後1864年、1873年、1875年、1886年に開催）、落選展の前史は1846年に遡る。同年のル・サロン展でギュスターヴ・クールベの自画像《パイプをくわえた男》を含む複数の作品が落選したために、象徴派の詩人シャルル・ボードレールや写実主義の理論家シャンフルーリがこれに抗議した。彼らの支持を得たクールベは、1855年のパリ万国博覧会で（一部の作品は展示されたものの）再び《画家のアトリエ》などの作品が出品を拒否されると、これに抗議して、パレ・デ・ボサール（芸術宮）の隣に木造の小屋を建てて「写実主義館（Pavillon du réalisme）」と名付け、ここに自作を展示して、作品だけでなく「審査員の能力」をも来館者に評価させた。1859年には同じく写実主義の画家フランソワ・ボンヴァンがル・サロンの審査に抗議するために、自宅でアンリ・ファンタン＝ラトゥール、アルフォンス・ルグロ、オーギュスタン・テオデュール・リボーらの作品を展示した。1861年に画家・詩人のテオドール・ヴェロン（Théodore Veron） がナポレオン3世に「落選者の嘆願書」を送り、落選展を開催する許可を得ることになった。

### 国民美術協会
一方、すでに1861年にル・サロン内部でも運営方針に反対し、芸術家自らの運営による独立性を確保するために、同年に画廊を開いた画家・画商のルイ・マルティネ と作家のテオフィル・ゴーティエによって国民美術協会（通称「ラ・ナシオナル」）が結成され、ドラクロワ、コロー、ドービニー、アンリ・ラマン、マネ、ブラックモン、ピュヴィス・ド・シャヴァンヌらが参加した。
以後も落選展だけでなく、1874年のル・サロンで落選したセザンヌ、ドガ、モネ、ピサロ、ルノワールらが写真家ナダールのアトリエで抗議のための展覧会を開催するなど、独立分派活動が次々と起こった。
こうした動きは画壇だけでなく、俳優・演出家のアンドレ・アントワーヌが1680年創設の国立劇場コメディ・フランセーズの権威主義を批判し、若手劇作家に作品上演の機会を与えるために自由劇場を立ち上げるなど、他の芸術分野でも起こっていた。

### フランス芸術家協会
これを受けて政府は1880年にル・サロンの民営化を決定し、公教育の無償化、義務化、非宗教化（ライシテ）を推進した公教育相・首相ジュール・フェリーの要請によって1881年に設立されたフランス芸術家協会が運営を引き継いだ。

### アンデパンダン展
だが、この後もさらに1884年に同年のル・サロンの審査に落選したアルベール・デュボワ＝ピエ、オディロン・ルドン、ジョルジュ・スーラ、ポール・シニャックらが独立（アンデパンダン）美術家協会（Société des artistes indépendants）を結成し、新進画家のセザンヌ、ゴーギャン、ロートレック、カミーユ・ピサロらとともに無審査、無賞、自由出品を原則とするアンデパンダン展を開催することにした。独立芸術家協会の初代会長にはアール・ヌーヴォーの建築家エクトール・ギマールが就任した。第1回展はシャンゼリゼ通りの産業宮の近くで同年12月1日に開催され、以後、ル・サロンの「落選者」も落選展からアンデパンダン展に発表の場を移した。

### 新国民美術協会
一方、1890年にはエルネスト・メソニエ、ピュヴィス・ド・シャヴァンヌ、オーギュスト・ロダン、カロリュス＝デュランによって国民美術協会が再結成され、メソニエが会長に就任した。過去10年にわたるフランス芸術家協会のアカデミズム・権威主義を批判し、新進画家や新しい芸術分野の作品を紹介・奨励することを目的とした新国民美術協会（ラ・ナシオナル）の展覧会には、実際、モーリス・ドニ、ポール・セリュジエ、ピエール・ボナールらのナビ派も参加し、リュシアン・シモンのような若手画家や、正規の美術教育を受けていない女性画家シュザンヌ・ヴァラドンも出展した。

## サロン・ドートンヌの歴史

### 創設
こうした経緯を経て、1903年にベルギーの建築家フランツ・ジュールダンの提唱により、サロン・ドートンヌ展（秋のサロン、秋季展）を開催することになった。「秋」という言葉を使ったのは、毎年「春」に開催されるル・サロン（フランス芸術家協会）と国民美術協会（ラ・ナシオナル）の展覧会に対抗するためであり、特にフランス芸術家協会の保守性を批判すると同時に、アンデパンダン展の無審査、無賞、自由出品の原則をも認めない立場を採り、前衛芸術家・新進芸術家を積極的に紹介すること、および絵画だけでなく彫刻、写真、版画などの分野も正当に評価し、多分野にわたる芸術活動を促進することを目的とした。
ジュールダンは鉄とガラスを使ったアール・ヌーヴォー、アール・デコのサマリテーヌ百貨店新店舗を設計したことで知られるが、彼の提唱に賛同した建築家エクトール・ギマール（アール・ヌーヴォー）、画家ジュール・アドレール（自然主義）、ジョルジュ・デヴァリエール（特定の流派に属さない画家、新しい宗教画）、ウジェーヌ・カリエール（象徴主義）、ヴィクトル・シャルトン（印象派的）、フェリックス・ヴァロットン（ナビ派）、エドゥアール・ヴュイヤール（ナビ派）、ピエール・ボナール（ナビ派） らが創設に参加した。第1回サロン・ドートンヌ展は1903年10月31日、パリ市立プティ・パレ美術館で開催された。
カタログの規約によると、サロン・ドートンヌの目的は、毎年展覧会を開催することにより、芸術全般、すなわち、「絵画、彫刻、版画、建築、応用美術」を促進することであり、作品は絵画（油彩）、素描（水彩、パステルを含む）、彫刻、版画、建築、装飾美術（アール・デコ）の6つの部門に分かれる。出品したのは、主にアルマン・ギヨマン、アンリ・ルバスク、ギュスターヴ・ロワゾー、マクシム・モーフラらの印象派、ポスト印象派、ポン＝タヴァン派、ボナール、ヴァロットン、ヴュイヤールらのナビ派、アンリ・マティス、ジョルジュ・ルオー、アンリ・マンガン、アルベール・マルケ、アルベール・グレーズ、ジャック・ヴィヨン、フランシス・ピカビアらの後にフォーヴィスム、キュビスムの運動を牽引することになる画家、版画家である。また、同年死去したゴーギャンの作品8点が特別に展示された。
1904年の第2回展からはプティ・パレの向かいのグラン・パレで開催された。この展覧会では、セザンヌ、ピュヴィス・ド・シャヴァンヌ、オディロン・ルドン、ルノワール、ロートレック の展示室や、写真の展示室も設けられた。

### フォービスムの誕生
サロン・ドートンヌは、とりわけ、1905年にフォーヴィスムが誕生した展覧会として知られている。この第3回展では一室がマティス、マルケのほか、アンドレ・ドラン、モーリス・ド・ヴラマンク、キース・ヴァン・ドンゲン、ルオー、アンリ・マンガン、ジャン・ピュイ、シャルル・カモワンらの激しい色彩、力強い線を特徴とする絵画で埋め尽くされた。これを見た美術評論家のルイ・ヴォークセルが、展示室の中央にある胸像を指して、「野獣（フォーヴ）に囲まれたドナテッロだ（C'est Donatello parmi les fauves）」と評した。ここからフォーヴィスムという表現が生まれ、この展示室は「野獣の檻（la cage aux fauves）」と呼ばれるようになった。このほか、「形を成さない絵具の塗りたくり」、「錯乱状態に陥った絵筆」、「瓶の封蝋とオウムの羽のごた混ぜ」といった批判が飛び交い、最も厳しい批判を受けたのはマティスの《帽子の女》であった。ヴォークセルの評論は、この年のサロン・ドートンヌ全体の評価として1905年10月17日付『ジル・ブラス』紙に掲載された。

### 1906年以降 - キュビスム
1906年以降、各回において大規模な回顧展（1906年のクールベ展、1907年のセザンヌ展、ベルト・モリゾ展、ジャン＝バティスト・カルポー展 など）や、その年または前年に死去した芸術家の回顧展（1906年のウジェーヌ・カリエール展、1907年のセザンヌ展 など）が行われた。とりわけ、1906年のゴーギャン展は、油彩、水彩、パステル、素描、版画、陶磁器など計227点を展示する大規模なものであった。
同じく1906年からポスター・版画の展示室が設けられ、同年にはアンリ・ベレリ＝デフォンテーヌ、シャルル＝フランソワ＝プロスペール・ゲラン、ルイ・アベル＝トリュシェらの作品が展示され、前年から音楽会も開催されるようになった。初回はドビュッシー、フォーレ、ラヴェル、セザール・フランク、ポール・デュカス、ヴァンサン・ダンディ、アルベリク・マニャールなどの四重奏、五重奏、ピアソナタ、ヴァイオリンソナタの室内楽のコンサートが行われた。

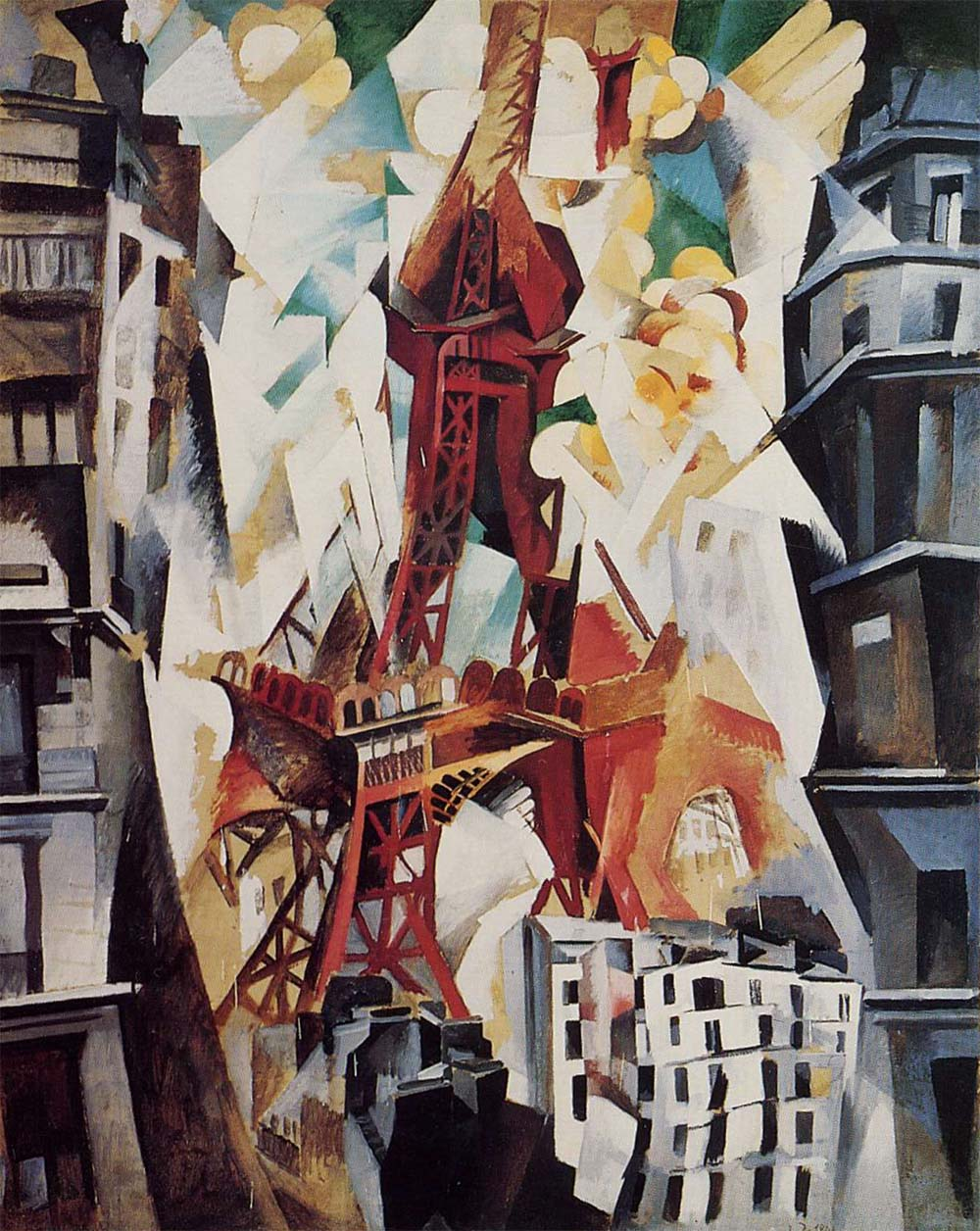
ロベール・ドローネー《エッフェル塔》1911年、シカゴ美術館蔵

キュビスムの画家ジャン・メッツァンジェは1907年からサロン・ドートンヌに出品していたが、ピカソが《アビニョンの娘たち》を発表した同年から、これに衝撃を受けたジョルジュ・ブラックが《大きな裸婦》、《レスタックの陸橋》などを制作。1908年のアンデパンダン展に出品したが、サロン・ドートンヌでは落選となった。サロン・ドートンヌでキュビスムの作品が大々的に紹介されたのは、1911年の第8回展においてであった。このときはピカソとジョルジュ・ブラックの裸婦、フェルナン・レジェの《森の裸体》、メッツァンジェの《おやつの時間》、ロベール・ドローネー《エッフェル塔》などが展示され、さらに翌1912年にはアルベール・グレーズの《シャルトル大聖堂》が展示された。
サロン・ドートンヌ展は1914年から1918年までの第一次大戦中には開催されなかったが、戦間期のエコール・ド・パリ、ダダイスム、シュルレアリスム、第二次大戦後の抽象芸術、とりわけ、60年代のヌーヴェル・フィギュラシオン（新具象派）、アウトサイダー・アートの流れを汲む70年代のアール・サンギュリエなど新しい芸術表現が次々と紹介された。

### 現在
現在、サロン・ドートンヌ展は毎秋にパリ・シャンゼリゼ大通りに設置される特設会場にて開催されている。絵画、写真、彫刻、ミクストメディア、環境アート、素描、版画、建築、アーティスト・ブック、デジタルアートの10部門があり、画家のデニス・ルグランが会長を務めている。2020年度展は新型コロナウィルスの影響で開催回避を余儀なくされ、史上初のインターネット上のみでの作品展覧となった。2021年度展は、10月にパリ・シャンゼリゼ大通りに設置される特設会場にて開催。

### 日本
日本人では藤田嗣治（とりわけ、キキをモデルに描いた1922年の《トワル・ド・ジュイ（更紗）の上に横たわる裸婦（Nu couché à la toile de Jouy）》、小山敬三、東郷青児、佐伯祐三、荻須高徳、小磯良平、ヒロ･ヤマガタ、鶴岡義雄 杉山冽、らが入選した。特にフランスの抽象画家フランソワ・バロン＝ルヌアールと交流の深かった東郷青児の尽力により、1970年代にサロン・ドートンヌと日本の画壇とのつながりが形成され、アート・プロモーターの馬郡俊文によって1972年に設立された欧州美術クラブに受け継がれた。2000年代に入るとサロン・ドートンヌの協力のもとで日本からの自由な応募ならびに現地作品搬入のサポートを日仏フィグー社も開始し、その後にはサロン・ドートンヌ自体も国境を越えたオンライン申請を開始するなど、様々なジャンルの日本人が作品を出展する道が開かれるようになった。